# 普羅帕什內
48°2′35″N 34°29′16″E / 48.04306°N 34.48778°E
普羅帕什內（烏克蘭語：Пропашне）是烏克蘭中部的村莊，隸屬第聶伯羅彼得羅夫斯克州的第聶伯羅區。該村距離克维图切和米爾涅1公里，海拔高度119米，2001年人口244。